# 樓下伊人
《樓下伊人》（英語：Housekeeper, My Honey）是香港亞洲電視製作的劇集，全劇共20集，1990年8月首播。本劇改編自日本漫畫家高橋留美子的作品《相聚一刻》(但沒有購買改編版權)劇集內也大部分使用了動畫版《相聚一刻》的原聲配樂。劇集故事描述一個年輕貌美的女房東，如何在其愛情路上作出抉擇，當中更夾雜了不少笑話，是一部節奏明快、可觀性強的輕鬆愛情小品劇集。

## 劇情介紹
陸伊人的未婚夫因交通意外死去，留下一幢房產給她。伊人希望收回自住，租客們強烈不滿，事情暫時擱置。住在同一屋簷下，伊人漸漸發現租客各有不同性格，生活得甚為有趣。
李大雄是一個戇直單純，但卻缺乏自信的青年，頗為欣賞樂觀助人的伊人，決心追求，伊人對他亦有好感，大雄卻因環境和自卑而不能表白。
伊人在訓練班結識了游泳教練顧沖。顧沖是一個年輕有為風度翩翩的精英建築師，對伊人心生愛慕，展開猛烈追求。伊人難以抉擇。大雄和顧沖從對立的情敵漸漸演變成好友。伊人選擇了大雄。顧沖尊重伊人的決定，接受現實，與青梅竹馬並長久愛慕和支持自己的葉秋明兩情相悅。
最後，大雄和伊人、顧沖和秋明以及其他三對佳偶在教堂舉行集體婚禮，喜結連理。

## 演員表
- 柏安妮 飾 陸伊人
- 鄧浩光 飾 李大雄
- 江　華 飾 顧冲
- 秦沛飾 唐言（Bobo之嗲哋）
- 龐秋雁 飾 寶寶／Bobo
- 葉玉萍飾 madam朱
- 李影 飾 伊人母親
- 嚴秋華 飾 亞Joe
- 何偉龍 飾 洪棍
- 甘山 飾 顧甘山（沖父）
- 李其鈞 飾 溫莉（亞Joe表妹）